# Naz Göktan
Naz Göktan (Ankara, 23 marzo 1990) è un'attrice e ballerina turca.

## Biografia
Dedita alla danza fin da piccola, Naz Göktan nel 1993, all'età di tre anni, ha iniziato la sua formazione di danza classica. Si è diplomata presso il ministero dell'istruzione nazionale turco, mentre nel 2007 si è diplomata presso la British Royal Ballet Academy. Nello stesso anno si diplomata presso la scuola superiore privata Tevfik Fikret di Ankara, per poi essere accettata presso la facoltà di lingue, storia e geografia del dipartimento di antropologia dell'Università di Ankara. L'anno successivo, nel 2008, è stata selezionata per il doppio programma di specializzazione presso la facoltà di comunicazione, dipartimento di pubbliche relazioni e pubblicità della stessa università, e nel 2012, al termine degli studi, si è laureata con successo in entrambi i dipartimenti.
Tra il 2011 e il 2014 ha avuto esperienza di recitazione professionale presso lo StudioCer, mentre nel 2013 è stata accettata presso la facoltà di musica e arti dello spettacolo del dipartimento teatrale della Bilkent University, dove ha continuato la sua formazione teatrale e nel 2018 ha conseguito la laurea. Allo stesso tempo, ha iniziato a lavorare presso il teatro Sahne 367, fondato nel 2017 insieme ai suoi compagni di scuola, dove ha lavorato come manager, istruttrice e attrice nel campo delle arti dello spettacolo. Da diversi anni è anche ballerina e istruttrice presso l'associazione di danza popolare Tüfem.
Oltre al suo lavoro teatrale, dal 2019 al 2021 ha iniziato a recitare sul piccolo schermo dopo essere stata scelta per interpretare il ruolo di Emine nella serie in onda su TV8 My Home My Destiny (Doğduğun Ev Kaderindir), insieme agli attori Demet Özdemir, İbrahim Çelikkol, Engin Öztürk e Hülya Duyar. Nel 2021 ha interpretato il ruolo di Hace nella serie di BluTV Saygı. Nel 2022 e nel 2023 ha fatto parte del cast della serie in onda su TV8 Tuzak, in cui ha interpretato il ruolo di Ayse. Nel 2024 ha hatto il suo esordio al cinema con il ruolo di Zulal nel film Ölü Mevsim diretto da Dogus Algün e ha recitato nella serie di BluTV İlk ve Son. Nel 2025 ha accettato di interpretare il ruolo di Özgen nella serie di Disney+ Aşkı Hatırla.

## Filmografia

### Cinema
- Ölü Mevsim, regia di Dogus Algün (2024)

### Televisione
- My Home My Destiny (Doğduğun Ev Kaderindir) – serie TV, 43 episodi (TV8, 2019-2021)
- Saygı – serie TV, 7 episodi (BluTV, 2021)
- Tuzak – serie TV, 26 episodi (TV8, 2022-2023)
- İlk ve Son – serie TV (BluTV, 2024)
- Aşkı Hatırla – serie TV (Disney+, 2025)

## Teatro
- Böcek (2014)
- Mouthgasm (2016)
- The Madman and The Nun (2016)
- 39 Basamak (2017)
- Öfke (2017)
- Devinim (2018)
- Madam (2018)
- Soytarılar 2024 (2018)
- Küvetteki Gelinler (2021)

## Doppiatrici italiane
Nelle versioni in italiano dei suoi film e delle sue serie TV, Naz Göktan è stata doppiata da:
- Martina Felli[28] in My Home My Destiny[29]

## Riconoscimenti
- Premio Edith Piaf
  - 2019: Vincitrice come attrice degna di lode per lo spettacolo teatrale Madam[30]
  - 2019: Vincitrice del premio teatrale Arman Talay Awards per lo spettacolo teatrale Madam[30]
- Sadri Alışık Anatolian Awards
  - 2019: Vincitrice del premio speciale per giovani talenti del comitato di selezione[31]